# 天津股权交易所
天津股权交易所，简称天交所，曾名天津股权托管交易市场有限公司，2008年9月在天津市滨海新区注册成立，是天津市人民政府依据国务院关于"要为在天津滨海新区设立全国性非上市公众公司股权交易市场创造条件"的要求批准，由天津产权交易中心发起成立的公司制交易所。
自中央政府决定清理整顿区域性股权交易所并要求“一省一所”后，天津滨海柜台交易市场与天津股权交易所并存的局面导致天津市区域性股权交易所清理整顿无法推进。2018年4月27日，中国证监会公示首批区域股权市场运营机构备案名单，天津地区的区域性股权交易所没有进入该名单。2018年4月28日，天津市人民政府公告天津滨海柜台交易市场股份公司为天津市区域性股权市场运营机构，天津股权交易所则面临被兼并或解散的局面。
2019年1月23日，天津滨海柜台交易市场股份公司与天津股权交易所完成资产重组，天交所成为天津OTC全资子公司。